# 野寺 (新座市)
野寺（のでら）は、埼玉県新座市の町名。現行行政地名は野寺一丁目から五丁目。郵便番号は352-0034。

## 地理
埼玉県新座市南部に位置する。南を東京都西東京市および練馬区と接する。県境はやや入り組んでいる。また北側には黒目川が流れ、中央をその支流の中沢川が暗渠で流れる。

## 歴史
在原業平によって「武蔵野の　野寺の鐘の声聞けば　遠近人ぞ　道いそぐらん」と詠まれている。この寺は地名の由来となった満行寺である。
- 1972年（昭和47年）7月1日 - 住居表示の実施に伴ない[4]、大字片山の一部から野寺一丁目〜五丁目が成立[5]。

## 世帯数と人口
2017年（平成29年）1月1日現在の世帯数と人口は以下の通りである。
| 丁目       | 世帯数    | 人口     |
| ---------- | --------- | -------- |
| 野寺一丁目 | 612世帯   | 1,334人  |
| 野寺二丁目 | 1,036世帯 | 2,376人  |
| 野寺三丁目 | 843世帯   | 2,114人  |
| 野寺四丁目 | 1,140世帯 | 2,753人  |
| 野寺五丁目 | 663世帯   | 1,447人  |
| 計         | 4,294世帯 | 10,024人 |

## 小・中学校の学区
市立小・中学校に通う場合、学区（校区）は以下の通りとなる。
| 丁目       | 番地   | 小学校             | 中学校             |
| ---------- | ------ | ------------------ | ------------------ |
| 野寺一丁目 | 全域   | 新座市立八石小学校 | 新座市立第五中学校 |
| 野寺二丁目 | 全域   | 新座市立八石小学校 | 新座市立第五中学校 |
| 野寺三丁目 | 1〜10  | 新座市立八石小学校 | 新座市立第五中学校 |
| 野寺三丁目 | その他 | 新座市立野寺小学校 | 新座市立第五中学校 |
| 野寺四丁目 | 全域   | 新座市立野寺小学校 | 新座市立第五中学校 |
| 野寺五丁目 | 全域   | 新座市立野寺小学校 | 新座市立第五中学校 |

## 交通

### 鉄道
- 地内に鉄道は敷設されていない。ひばりヶ丘駅が最寄り駅となっている。

### 道路
- 東京都道・埼玉県道24号練馬所沢線
- 東京都道・埼玉県道36号保谷志木線

## 公園・緑地
- 野寺親水公園
- 野寺四丁目児童遊園
- 野寺三丁目憩いの森

## 施設
- 新座市立第五中学校
- 新座市八石小学校
- 新座市立野寺小学校
- 武蔵野銀行新座南支店
- 野寺三丁目集会所
- 片山幼稚園
- 明彩幼稚園
- 横田保育園
- 満行寺
- 武野神社